# Masikia
Masikia là một chi nhện trong họ Linyphiidae.